# Pikus (wieś)
Pikus – wieś w Polsce, położona w województwie warmińsko-mazurskim, w powiecie iławskim, w gminie Iława.
W latach 1975–1998 Pikus należał administracyjnie do województwa olsztyńskiego.
Przed 2023 r. miejscowość była częścią wsi Franciszkowo.
We wsi znajduje się przystanek kolejowy Pikus.